# Svatba v kultuře
O svatbách a sňatcích pojednává velké množství literárních, literárně-dramatických a audiovizuálních děl. Některé romantické či rodinné filmy okamžikem svatby končí svůj příběh, za všechny jmenujme české filmy Kam čert nemůže, Partie krásného dragouna, 2Bobule, Léto s kovbojem, Peklo s princeznou, ze zahraničních například americké filmy Nevěsta na útěku, Svatba mého nejlepšího přítele, Jak ukrást nevěstu, Cesta do Ameriky nebo britský film Notting Hill.
Filmy se svatební tematikou jsou uvedeny v doplňkovém seznamu, vybrané příklady jsou zde uvedeny podle zjevného názvu díla.

## Knihy
- Sňatky z rozumu – kniha Vladimíra Neffa
- Dlouhá svatební cesta – kniha Aleše Fuchse
- Nevěsta – kniha Ladislava Grosmana

## Opery
- Prodaná nevěsta – opera Bedřicha Smetany
- Nevěsta messinská – opera Zdeňka Fibicha